# Cremnomys cutchicus
Cremnomys cutchicus  (Wroughton, 1912) è un roditore della famiglia dei Muridi diffuso in India.

## Descrizione

### Dimensioni
Roditore di piccole dimensioni, con la lunghezza della testa e del corpo tra 117 e 149 mm, la lunghezza della coda tra 141 e 169 mm, la lunghezza del piede tra 24 e 29 mm e la lunghezza delle orecchie tra 18,5 e 21 mm.

### Aspetto
La pelliccia è lunga, soffice e setosa. Le parti superiori sono grigio-brunastre, talvolta è presente una macchia giallo-brunastra sulla nuca, mentre le parti ventrali sono bianche. Le zampe sono chiare. La coda è più lunga della testa e del corpo ed è uniformemente grigio-brunastra. Il cariotipo è 2n=36 FN=36.

## Biologia

### Comportamento
È una specie notturna e fossoria.

### Riproduzione
I periodi riproduttivi sono influenzati dalla piovosità. Le femmine danno alla luce 2-8 piccoli alla volta.

## Distribuzione e habitat
Questa specie è diffusa negli stati indiani del Rajasthan, Gujarat, Bihar centro-meridionale, Jharkhand centro-settentrionale, Andhra Pradesh occidentale, Karnataka orientale, Tamil Nadu settentrionale.
Vive nelle foreste decidue secche tropicali e sub-tropicali, nei deserti, dove è presente nelle boscaglie spinose, nelle praterie, nelle aree agricole e in zone rocciose.

## Conservazione
La IUCN Red List, considerato il vasto areale, la tolleranza a qualsiasi modifica ambientale e la popolazione numerosa, classifica C.cutchicus come specie a rischio minimo (Least Concern).